# هوي كولبورن
هوي كولبورن هو لاعب هوكي جليد كندي، ولد في 28 يونيو 1950 في نهر السلام ‏ في كندا.

## وصلات خارجية
- هوي كولبورن على موقع EliteProspects.com (الإنجليزية)
- هوي كولبورن على موقع HockeyDB.com (الإنجليزية)
- هوي كولبورن على موقع Hockey-Reference.com (الإنجليزية)